# Ad hoc
Wanneer iets ad hoc is, betekent het dat het specifiek voor een geval of een situatie is. Het komt van de Latijnse uitdrukking "ad hoc", voor op deze plek, plaats (letterlijk: voor hier).
De uitdrukking wordt gebruikt voor eenmalige maatregelen voor een specifiek geval, die niet als algemene regel worden beschouwd.
- een ad-hoc-oplossing → een oplossing, alleen voor een specifiek geval – men verwacht dat voor een vergelijkbaar geval een (totaal) andere oplossing kan worden gekozen.
- ad-hoc-commissie → een (tijdelijke) commissie voor een bepaalde kwestie.
- ad-hoc-netwerk → een draadloos computernetwerk zonder hoofdcomputer. Een computer zoekt naar mogelijk andere computers in zijn omgeving. Indien een doelcomputer niet binnen direct bereik is kan er mogelijk toch verbinding worden gemaakt door wel bereikbare computers als tussenstation te gebruiken.
- ad-hoc-hypothese →  een hypothese zonder onafhankelijke onderbouwing die wordt toegevoegd aan een theorie om te voorkomen dat deze wordt gefalsifieerd.